# Друга модель
«Друга модель» (англ. Second Variety) — науково-фантастична коротка повість американського письменника Філіпа К. Діка. Написана 3 жовтня 1952 року. Вперше опублікована в травні 1953 року видавництвом «Space Publications» у журналі «Space Science Fiction». Увійшла до другого тому «Зібраної короткої прози Філіпа К. Діка» 1987 року.
У 1995 році за мотивами короткої повісті вийшов фільм «Крикуни» з Пітером Веллером у головній ролі.
Вперше українською мовою коротка повість опублікована «Видавництвом Жупанського» у 2019 році в першому томі «Повного зібрання короткої прози» Філіпа К. Діка у перекладі Ігора Гарніка.

## Сюжет
Минуло шість років з початку глобальної війни між Радянським Союзом і Об'єднаними Націями (ООН) на чолі з США. Ранні перемоги СРСР змусили перемістити американський уряд і виробництво на Місячну базу. Для запобіганню повній перемозі СРСР техніки Об'єднаних Націй винайшли роботів, названих «кігті». Основна модель являла собою металеву кулю з лезами, що швидко обертаються та, реагуючи на тепло, атакують із засідки і розпилюють тіло жертви. Війська Об'єднаних Націй мали захист від «кігтів» у вигляді браслетів, які випромінюють слабку радіацію. Згодом «кігті» стали повністю незалежними від людей, на підземних заводах вони самі себе ремонтували, створювали нові моделі і модифікації.
Військові Об'єднаних Націй отримують повідомлення з пропозицією відправити до росіян високопоставленого офіцера для проведення термінових переговорів. Здається, «кігті» забезпечили довгоочікувану перемогу Об'єднаних Націй. На переговори відправляється майор  Гендрікс.  По дорозі до нього приєднується маленький хлопчик на ім'я  Девід.  Незабаром вони зустрічають солдатів Радянської Армії, які негайно вбивають хлопчика, який виявився роботом. Автоматична програма створення «кігтів» винайшла роботів, які не відрізняються від людей, але призначених виключно для вбивства. Зустрінуті Гендріксом двоє солдатів, завербовані в Радянську Армію австрієць  Клаус Епштайн  і поляк  Руді Максер, а також долучена до них росіянка Тассо  виявляють, що вся Радянська Армія і її командування знищені в результаті зіткнення з новітніми роботами.
За знайденими усередині корпусів роботів ідентифікаційними пластинами солдати СА визначили дві моделі: «I-М» — пораненого солдата і «III-М» — Девіда. «II-М» — Друга модель — залишається невідомою. Також вони виявляють, що браслети Об'єднаних Націй не можуть захистити від новітніх роботів. Гендрікс намагається попередити про небезпеку свій командний бункер, але не може встановити хороший сеанс зв'язку — на лінії перешкоди.
Вночі Клаус вбиває Руді, помилково вважаючи, що той є Другою моделлю. Наступного ранку Гендрікс разом з Клаусом і Тассо відправляються на лінію оборони Об'єднаних Націй. Коли вони досягають району бункера, виявляється, що замість американців в ньому зачаїлося безліч Перших моделей і Девідів. Доводиться від них оборонятися, а вороги безупинно вилазять з бункера. Тассо винищує роботів, застосувавши новий потужний тип ручної гранати. Гендрікс і Тассо рятуються втечею з поля бою, залишивши Клауса боротися проти «кігтів» старого зразка — металевих куль. Клаус, однак, залишається в живих і наздоганяє втікачів. Тассо пострілом здалеку вбиває його. Він виявляється роботом — тієї самої Другої моделі.
Вибух гранати завдав майору Гендріксу безліч внутрішніх травм — він насилу може пересуватися. Єдиний шанс врятуватися від роботів-переслідувачів — бігти на Місячну базу. Незабаром він з Тассо знаходить прихований ракетний крейсер, проте в космічному апараті тільки одне місце. Гендрікс вже збирається летіти, але Тассо істерично зупиняє його, переконуючи, що в такому жахливому стані майор не долетить до Місяця, тим самим прирікаючи на смерть їх обох. Гендрікс погоджується, сподіваючись, що Тассо викличе допомогу, і його в результаті заберуть із Землі.
Залишившись один, Гендрікс натикається на останки Клауса і несподівано знаходить всередині його корпусу пластину «IV-М», а не «II-М». Тут же починається атака роботів. Відбивши першу хвилю, майор бачить кілька копій Тассо, яка і є справжня Друга модель. Гендрікс розуміє, що Місячна база приречена — спрямована туди Тассо — це робот. Перш ніж Гендрікс загинув, останньою його думкою промайнуло: Друга модель вже почала створювати зброю (гранати), що має тільки одну мету — знищувати інші моделі «кігтів».

## Коментар Ф. К. Діка
|                                                                                                 | Тут уповні розкривається найважливіша для мене тема: хто є людиною, а хто лише виглядає такою. Оскільки ми в індивідуальному і колективному сприйнятті не можемо бути певними у відповіді на це питання, то перед нами постає, на мою думку, якнайсерйозніша з усіх можливих проблема. Без ґрунтовної відповіді на це питання ми не можемо бути певними навіть стосовно самих себе. Я не в змозі пізнати самого себе, вже не кажучи про інших. То ж я продовжую працювати над цією проблемою. І важливішого питання для мене не існує. А відповідь знайти так важко. |
| — Філіп Дік (1976 рік) , з приміток видання: Філіп К. Дік. Повне зібрання короткої прози. Том 1 | |

## Екранізація
Канадський фільм з Пітером Веллером в головній ролі, заснований на короткій повісті «Друга модель», вийшов в 1995 році під назвою  Крикуни. 
Джейсон П. Вест, у книзі Future Imperfect: Philip K. Dick at the Movies, пише: «фільм є досить точним, ніж більшість інших екранізацій, але він мав змішані відгуки критиків і провалився в прокаті».

## Нагороди та номінації
2004 року твір увійшов до числа 5-ти фіналістів ретроспективної премії «Г'юго» у номінації найкраща коротка повість" 1954 року.

## Видання українською мовою
- Дік, Філіп. К. Повне зібрання короткої прози. Том 1 / Пер. з англ.: Віталій Корсун, Ігор Гарнік, Єгор Поляков; передмова: Віталій Корсун; післямова: Ната Гриценко. — Київ: Видавництво Жупанського, 2019. — (Ad Astra) — 600 с. ISBN 978-617-7585-07-6
  - Друга модель (з 499 с. по 546 с.; переклав Ігор Гарнік)